# Don Edward Fehrenbacher

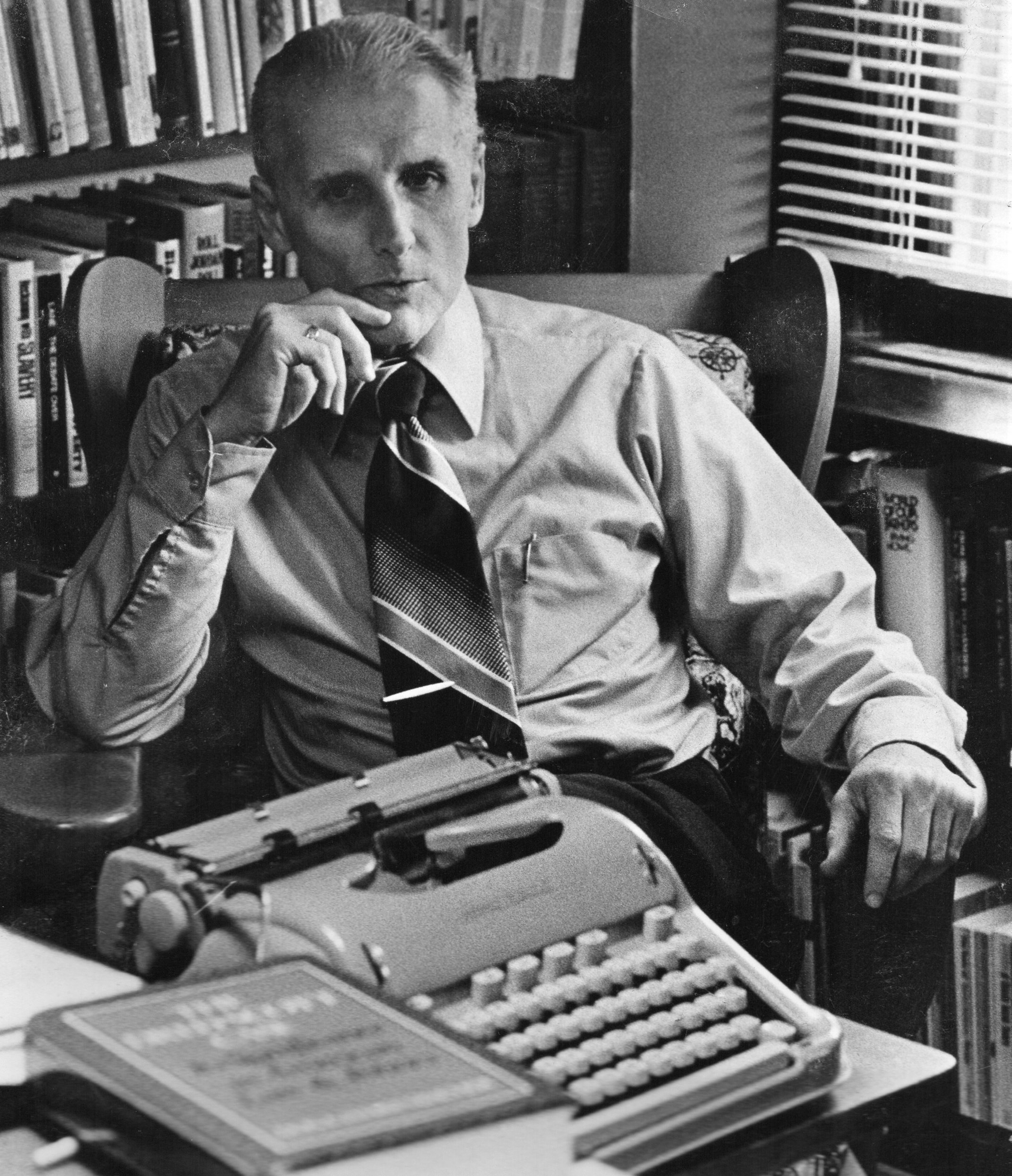
Don Edward Fehrenbacher

Don Edward Fehrenbacher (Sterling, 21 agosto 1920 – 13 dicembre 1997) è stato uno storico statunitense.

## Biografia
Nato a Sterling, nello stato statunitense dell'Illinois, da Joseph Henry Fehrenbacher  e Mary Barton, studiò al Cornell College e poi all'università di Chicago.
Sposò Virginia Ellen Swaney, ed ebbe tre figli, Rush, Susan e David. Nel 1979 venne premiato con il premio Pulitzer per la storia per Dred Scott Decision. Fu docente di storia alla Stanford University..

## Opere
- Chicago Giant: A Biography of "Long John" Wentworth 1957
- Prelude To Greatness: Lincoln In The 1850s, 1962
- A Basic History of California, 1964
- Abraham Lincoln: A Documentary Portrait Through His Speeches and Writings, 1964
- California: An Illustrated History, 1968
- Changing Image of Lincoln in American Historiographt, 1968
- Era of Expansion 1800-1848, 1969
- The Leadership of Abraham Lincoln, 1970
- Manifest Destiny and the Coming of the Civil War, 1840-1861, 1970
- Leadership of Abraham Lincoln, 1970
- The Impending Crisis, 1976
- Tradition, Conflict and Modernization, 1978
- The Dred Scott Case: Its Significance in American Law and Politics, 1978
- The Minor Affair: An Adventure in Forgery and Detection, 1979
- The South and Three Sectional Crises, 1980
- Slavery, Law, and Politics: The Dred Scott Case in Historical Perspective, 1981
- Lincoln in Text and Context: Collected Essays, 1987
- Abraham Lincoln: Speeches and Writings 1832-1858, 1989
- Lincoln: Speeches and Writings: Volume 2: 1859-1865, 1989
- Constitutions and Constitutionalism in the Slaveholding South, 1989
- Sectional Crisis and Southern Constitutionalism, 1995
- Recollected Words of Abraham Lincoln (completato con Virginia), 1996
- The Slaveholding Republic: An Account of the United States government's Relations to Slavery (poi completato da Ward M. McAfee), 2001